# Ruaidri na Fed mac Donnchada
Ruaidri na Fed mac Donnchada Ua Conchobair  (mort en 1321)  est brièvement roi de Connacht en 1316.

## Origine
Ruaidri na Fed  ma Donnchada est le fils de Donnchad  (mort en 1292) fils aîné de Eógan mac Ruaidri

## Règne
Ruaidri succède à son cousin germain Felim mac Aeda Ua Conchobair après que ce dernier sait été tué le 10 août 1316 lors la bataille d'Athenry . La même année une armée nombreuse est menée par Guillaume de Bourg dans le  Sil-Murray ; et Ua Conchobair et le Sil-Murray, ainsi que de nombreuses autres tribus et chef du Connacht s'empressent de faire la paix avec lui. Toutefois Mac Dermot, refuse cette paix et Mac William entreprend pour cette raison une campagne dans le Moylurg, au cours de laquelle il commet de grandes déprédations à Ath-an-chip, et en Uachtar-tire, il brûle te détruit la totalité de la contrée ; mais ses troupes doivent se retirer sans savoir livré combat ni obtenu de demandes de soumission. Ruaidri, le fils de Donnchad Ua Conchobair, est alors déposé par Mac Dermot et  Toirdelbach mac Aeda Ua Conchobair le frère cadet de son prédécesseur devient roi. Il est traîtreusement tué en 1321 par Cathal, le fils d'Áed mac Eógain,.

## Sources
- (en) T.W Moody, F.X. Martin, F.J. Byrne A New History of Ireland IX Maps, Genealogies, Lists. A companion to Irish History part II . Oxford University Press réédition 2011  (ISBN 9780199593064). « O'Connors Ó Conchobhair Kings of Connacht 1183-1474 » p. 223-225 et généalogie no 28 et 29 (a)  p. 158-159.
- (en) Richard Killen, A Timeline of Irish History, Dublin, Gill & Macmillan, 2003 (ISBN 07171-3484-9).
- (en) Goddard Henry Orpen Ireland under the Normans Oxford at the Clarendon Press, 1968, vol. I à vol. IV